# Нар Шада
Нар Шада е измислена луна от света на Междузвездни войни.
В света на Междузвездни войни Нар Шада (Nar Shaddaa) е най-голямата луна в орбитата на планетата Нал Хъта, управлявана от два престъпни синдиката – Хътяните и Обмяната (the Exchange). Всеки от тях се опитва да вземе надмощие и луната е едно непрестанно бойно поле, на което по-слабият винаги е обречен. Същевременно Нар Шада е важен търговски център, от чиято икономика до голяма степен зависи стабилността на Републиката.
Луната Нар Шада е дом на множество пирати, бандити, кантрабандисти, ловци на глави, както и на милиони бежанци, загубили своите домове по време на Мандалорианските войни и Джедайската Гражданска война.